# آني بوس
آني بوس (بالهولندية: Annie Bos)‏ هي ممثلة هولندية، ولدت في 10 ديسمبر 1886 بأمستردام في هولندا، وتوفيت في 3 أغسطس 1975 بلايدن في هولندا.

## وصلات خارجية
- آني بوس على موقع IMDb (الإنجليزية)
- آني بوس على موقع أول موفي (الإنجليزية)
- آني بوس على موقع قاعدة بيانات الفيلم (الإنجليزية)
- آني بوس على موقع كينوبويسك (الروسية)